# Oenone Wood
Oenone Wood (ur. 24 września 1980 w Newcastle) – australijska kolarka szosowa, brązowa medalistka mistrzostw świata oraz dwukrotna zdobywczyni Pucharu Świata.

## Kariera
Pierwszy sukces w karierze Oenone Wood osiągnęła w sezonie 2004, kiedy zwyciężyła w klasyfikacji generalnej Pucharu Świata. Wyprzedziła wtedy dwie Niemki: Petrę Rossner i Angelę Brodtkę. Wygrała wtedy włoski Trofeo Alfredo Binda-Comune di Cittiglio oraz australijskie Bay Classic i Geelong Tour. W tym samym roku wystąpiła na igrzyskach olimpijskich w Atenach, gdzie była czwarta w wyścigu szosowym oraz szósta w indywidualnej jeździe na czas. Podczas rozgrywanych w 2005 roku mistrzostw świata w Madrycie była trzecia w wyścigu ze startu wspólnego, przegrywając tylko z Niemką Reginą Schleicher oraz Nicole Cooke z Wielkiej Brytanii. Ponadto w sezonie 2005 ponownie zwyciężyła w klasyfikacji generalnej PŚ, tym razem wyprzedzając Szwedkę Susanne Ljungskog i Holenderkę Mirjam Melchers. Na igrzyskach Wspólnoty Narodów w Melbourne w 2006 roku zwyciężyła w indywidualnej jeździe na czas, a w wyścigu ze startu wspólnego była druga. Kilkukrotnie zdobywała medale mistrzostw Australii, w tym cztery złote: w indywidualnej jeździe na czas w 2004 i 2005 roku oraz w wyścigu ze startu wspólnego w 2004 i 2008 roku. Wystąpiła również na igrzyskach olimpijskich w Pekinie w 2008 roku, ale zajmowała miejsca w trzeciej dziesiątce. Po tych igrzyskach zakończyła karierę.